# Ha-Ha

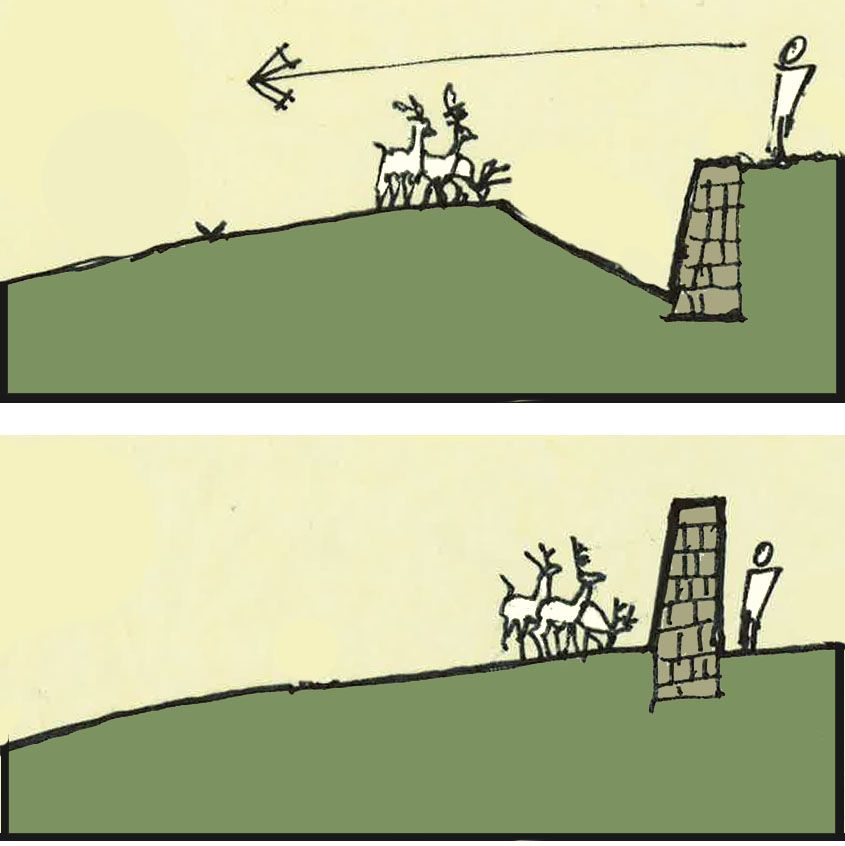
Vergleich eines Ha-Ha (oben) mit einer gewöhnlichen Mauer (unten)

Ein Ha-Ha oder Aha ist ein Gestaltungsmittel der Gartenkunst. Der Ha-Ha ersetzt eine sichtbare Parkmauer oder einen Zaun. Er ist als trockener, deutlich unter dem Geländeniveau liegender, tiefer Graben mit steilen Böschungen oder als in einem Graben stehende, einseitig das Erdreich abstützende oder auch frei stehende Mauer (doppelter Ha-Ha) ausgeführt. Ein mit steilen Wänden ausgemauerter Grenzgraben heißt saut-de-loup („Wolfssprung“).
Ein Ha-Ha verhindert, dass Tiere und ungebetene Besucher in den Garten gelangen, ohne dass der Blick auf das Gelände und die umgebende Landschaft durch eine Mauer verstellt wird. Der Garten kann dadurch größer wirken.

## Herkunft des Wortes

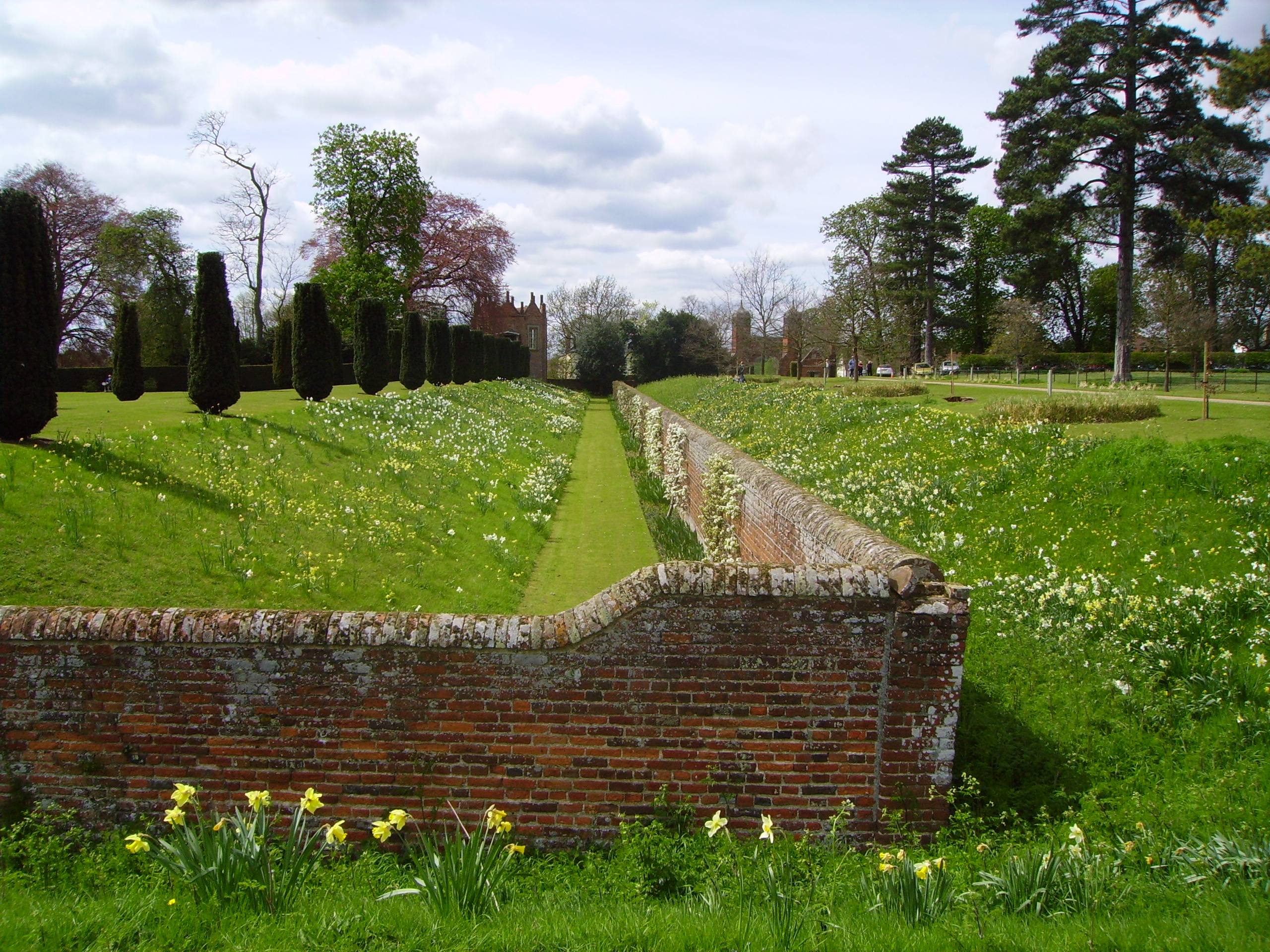
Doppelseitiger Ha-Ha in Melford Hall, Suffolk, Großbritannien

Der ursprünglich französische Ausdruck Ha-Ha, der sich auch im Deutschen eingebürgert hat, erklärt sich aus dem lautmalerischen Ausruf des Erstaunens. Der Ha-Ha, aus der Ferne nicht erkennbar, wird erst beim Herantreten sichtbar und verblüfft den Besucher, der die Konstruktion oft überrascht mit „Ha-ha!“ bzw. „Aha!“ kommentiert.
Das Wort bezeichnete ursprünglich ein Hindernis, das einen Weg versperrte, oder einen Weg, der als Sackgasse endete. Es ging dann auf das Gestaltungselement in den englischen Landschaftsgärten des 18. Jahrhunderts über (sunk fence, „abgesenkter Zaun“).

## Geschichte
Ha-Has wurden seit dem frühen 18. Jahrhundert von Gartenkünstlern eingesetzt. Antoine-Joseph Dezallier d’Argenville erläuterte in seinem zeitgenössisch verbreiteten Werk La théorie et la pratique du jardinage (Paris 1709; „Die Theorie und Praxis des Gartenbaus“) die Konstruktion eines Ha-Has. Dezallier sah in der freie Sicht erlaubenden Maueröffnung eine Verbesserung gegenüber einem Eisengitter (eine claire-voie, „freie Sicht“). Eine erste Skizze veröffentlichte Stephen Switzer. Horace Walpole schrieb die früheste Verwirklichung William Kent zu und lobte Charles Bridgeman für den Einsatz der Ha-Has. Die Idee, eine Maueröffnung in der Einfriedung eines Gartens durch einen Sperrgraben mit einem abgesenkten Hindernis zu schaffen, stammte noch aus dem Barock; sie kam mit der Anlage von Gärten im englischen Stil häufiger zur Anwendung.
Um 1695 legte ein französischer Gärtner in Levens Hall das erste (noch kleine) Ha-Ha in England an. Heute werden öffentliche Gebäude gelegentlich „diskret“ mit einem Ha-Ha vor unerwünschtem Zutritt, etwa im Rahmen von politischen Demonstrationen, geschützt (Plenarsaal des schleswig-holsteinischen Landtages im Landeshaus Kiel, Neubau der Europäischen Zentralbank).

## Beispiele in Schlossgärten

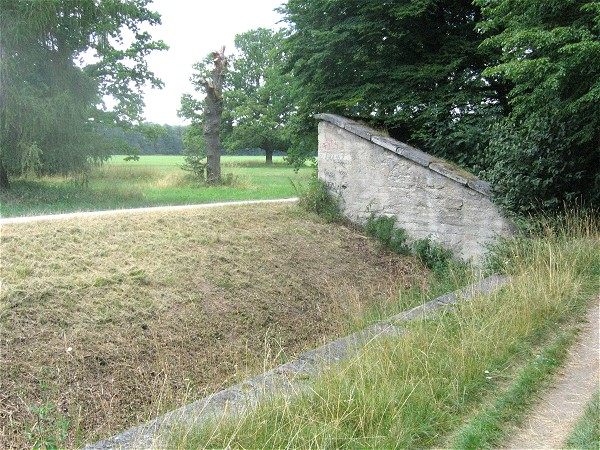
Das kleinste der Ha-Has im Nymphenburger Schlosspark (am Löwental)

Im Nymphenburger Schlosspark in München existieren vier Ha-Has (hier traditionell „Aha“ genannt) als Verlängerungen der großen Durchsichten und Wiesentäler. Weitere Beispiele finden sich im Park von Schloss Benrath in Düsseldorf und am Niederrhein im Forstgarten von Kleve. Auch der halbkreisförmige Garten des Karlsruher Schlosses ist auf der Nord- und Ostseite durch ein Ha-Ha, hier als Graben mit innenseitig angefüllter Mauer ausgeführt, vom sich anschließenden Hardtwald getrennt. Der Pillnitzer Schlosspark in Dresden weist nach Westen ein Ha-Ha auf. Vom Parc de Bagatelle bei Paris ermöglicht ein Ha-Ha den Blick in den Bois de Boulogne.
Am Südrand der Eremitage (Bayreuth) findet sich heute noch eine Geländesenke, die als Haha seit dem 18. Jahrhundert die Parklandschaft von den anschließenden Feldern trennt. Landschaftsgestalterisch werden Ha-Has auch mit anderen Elementen kombiniert (etwa point de vue am Ende einer Sichtachse, in Wirklichkeit durch einen unsichtbaren Graben unterbrochen; oder ein außerhalb des Gartens stehender eyecatcher, ein als Blickfang fungierender Turm oder Einzelbaum).

## „Wolfsgrube“,saut-de-loup

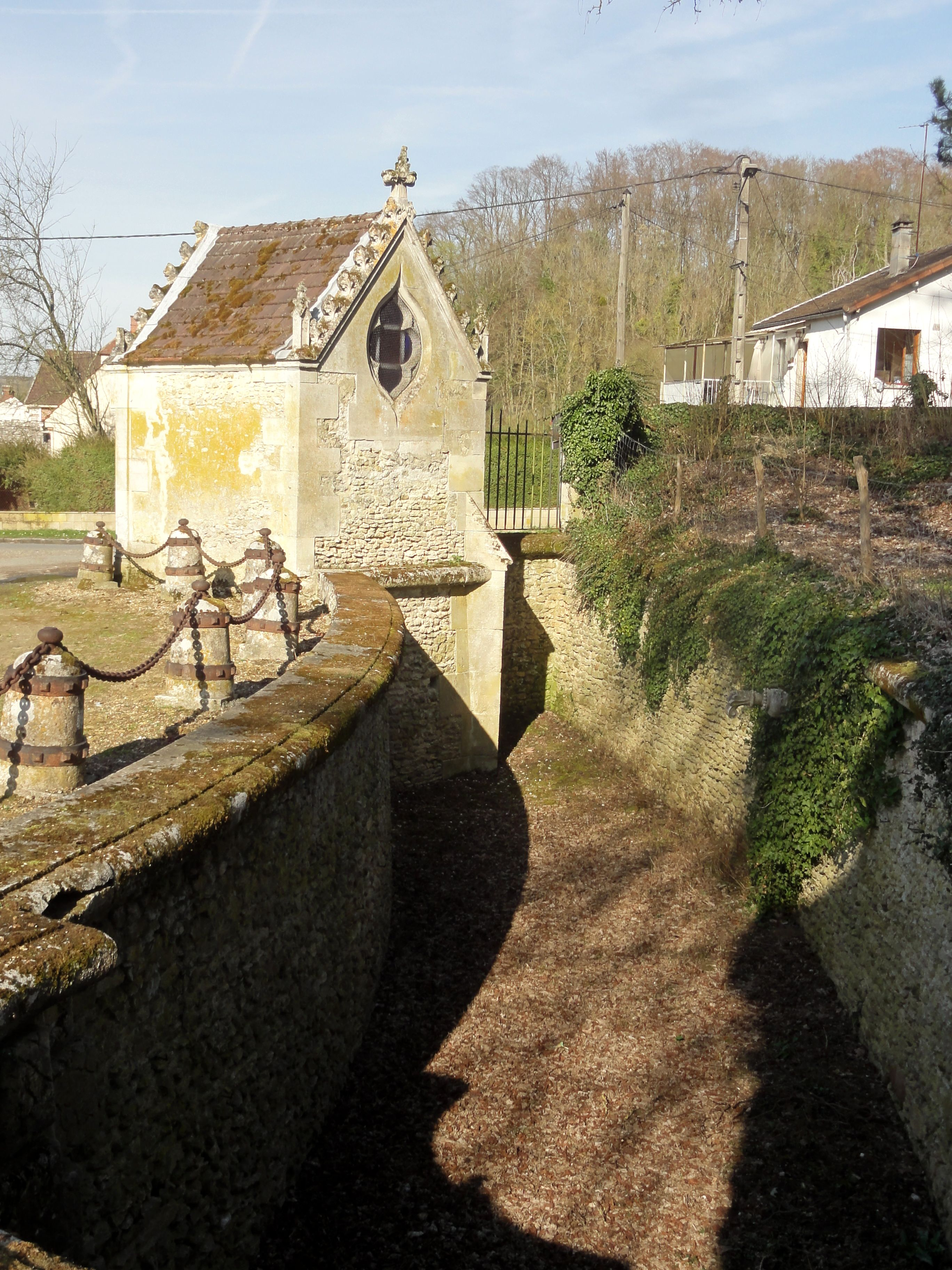
Saut-de-loup im Château de Mouchy-le-Châtel

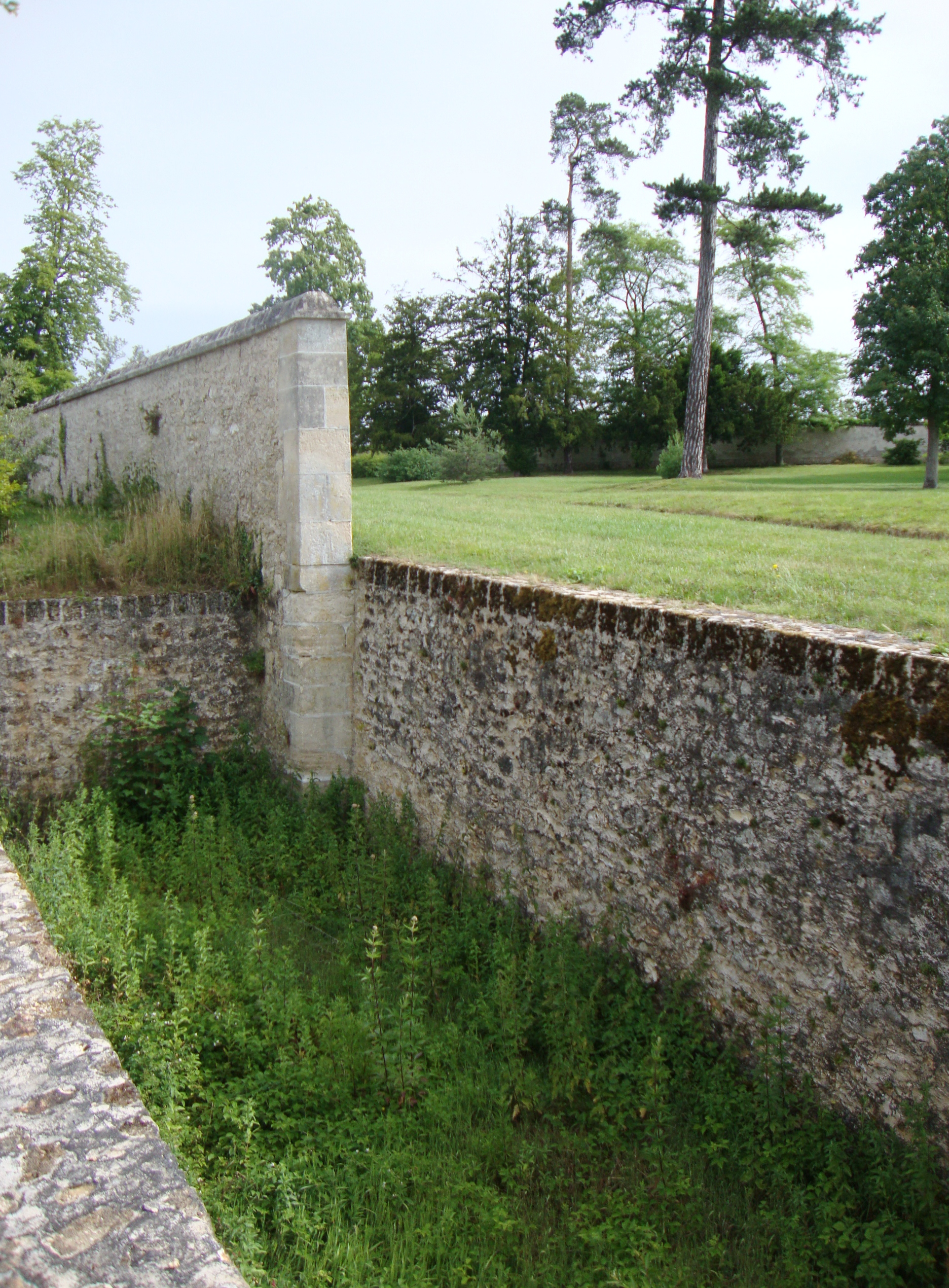
Ha-ha, Hameau de la Reine, Versailles.

Ausgemauerte Vertiefungen vor Schlössern wie dem Grand Trianon in Versailles oder dem Stadtpalais Hôtel de Sully in Paris werden als saut-de-loup bezeichnet. Der Graben, zu breit, um von einem Wolf übersprungen zu werden (nach Michel Conan), kann von einer Brücke überspannt sein (Wolfsgrube) oder sich am Ende einer Allee befinden oder diese unterbrechen, um auf diese Weise den Zutritt von außen zu verhindern. Ein solcher Graben wurde auch vor dem Schloss Bellevue angelegt. Eine Abgrenzung der sauts-de-loup von den Ha-Has erscheint willkürlich.

## Reichstagsgebäude in Berlin
Nach einem Beschluss der Bau- und Raumkommission vom 6. Juli 2018 soll zum Schutz des Reichstagsgebäudes vor dem Westportal quer über den Platz der Republik ein 2,5 m tiefer und bis zu 10 m breiter Aha-Graben sowie an den Seiten zur Rampe ein Sicherheitszaun mit Toren errichtet werden. Im Februar 2020 wurde das Vorhaben vom Bundestag mehrheitlich befürwortet; eine Genehmigung des Finanzministeriums stand zu dieser Zeit noch aus. Mit dem Bau des Grabens soll 2025 begonnen werden.